# Махека (Таба-Цека)
Махека (англ. Makheka) — одна з місцевих громад, що розташована в районі Таба-Цека, Лесото. Населення місцевої громади у 2006 році становило 11 533 особи.